# Lindsay Tarpley
Lindsay Ann Tarpley (Madison, Wisconsin, Estados Unidos; 22 de septiembre de 1983) es una exfutbolista estadounidense.
Fue dos veces medallista de oro olímpico, ganó el oro en los Juegos Olímpicos de Atenas 2004 y Pekín 2008, y formó parte del equipo nacional femenino de Estados Unidos que terminó tercero en la Copa Mundial Femenina de Fútbol de 2007.
Una rotura del ligamento cruzado anterior durante un partido contra Japón, el 14 de mayo de 2011, provocó su prematura retirada.

## Inicios
Nacida en Madison (Wisconsin), Tarpley creció en Kalamazoo (Míchigan), y asistió a la Portage Central High School de 1998 a 2002. Durante su primer año, ayudó al equipo de fútbol femenino de su escuela a alcanzar las semifinales estatales.
En la primavera siguiente, llevó a su equipo a una temporada invicta y al campeonato estatal. Contra el Bishop Foley Catholic High School en el partido final, marcó el primer gol de su equipo y ayudó en los otros dos, incluido el tiro ganador en el penal.
Mientras estaba en la escuela secundaria, Tarpley jugó para el equipo Kalamazoo Quest de la W-League en 1998 y 1999.

## Carrera

### Clubes
| Club                  | País           | Apariciones | Goles | Año         |
| --------------------- | -------------- | ----------- | ----- | ----------- |
| Kalamazoo Quest       | Estados Unidos |             |       | 1998 - 1999 |
| New Jersey Wildcats   | Estados Unidos | 55          | 2     | 2005        |
| Chicago Red Stars     | Estados Unidos | 17          | 4     | 2009        |
| Saint Louis Athletica | Estados Unidos | 55          | 1     | 2010        |
| Boston Breakers       | Estados Unidos | 17          | 3     | 2010        |
| magicJack             | Estados Unidos | 3           | 0     | 2011        |

### Selección
|                    | Apariciones | Goles |
| ------------------ | ----------- | ----- |
| Selección Sub-20   | 26          | 24    |
| Selección Sub-23   | 8           | 4     |
| Selección Absoluta | 125         | 32    |